# Montserrat Lombard
Pour les articles homonymes, voir Lombard.
Montserrat Lombard est une actrice britannique née à Londres le 1er août 1982, connue pour son rôle de Sharon 'Shaz' Granger dans la série Ashes to Ashes.

## Biographie
Montserrat Lombard, est née à Londres le 1er août 1982. Elle est d'origine espagnole et italienne, elle parle couramment ces deux langues. Ses parents, grands amateurs d'opéra, l'on prénommée Montserrat en l'honneur de la cantatrice espagnole Montserrat Caballé.

## Carrière
Montserrat Lombard commence sa carrière en 2002 dans le soap opera britannique Doctors.

## Filmographie

### Cinéma
- 2009: L'Imaginarium du docteur Parnassus de Terry Gilliam : l'amie de Sally
- 2009: St. Trinian's 2 de Oliver Parker et Barnaby Thompson : Zoe
- 2012: 8 minutes idle : Alice
- 2012: Outside Bet : Becka
- 2012: Tower Block de James Nunn et Ronnie Thompson : Jenny
- 2013: Charlie Countryman de Fredrik Bond : Madison
- 2016: Bliss! : Karen Robson
- 2019: Rare Beasts : Val

### Séries télévisées
- 2002 : Doctors : Natalia (1 épisode)
- 2005 et 2008 : Love Soup : Milly Russell
- 2007 : Inspecteur Barnaby (s10e06) : Philomena Bell
- 2008 - 2010 : Ashes to Ashes : Sharon 'Shaz' Granger
- 2011 : The Borgias : Maria
- 2013 : Miss Marple (série télévisée, 2004) : Esther Walters (1 épisode)